# Lacq
Lacq é uma comuna francesa na região administrativa da Nova Aquitânia, no departamento dos Pirenéus Atlânticos. Estende-se por uma área de 16,85 km². Em 2010 a comuna tinha 741 habitantes (densidade: 44 hab./km²).